# سوپر جام فوتبال ترکیه
 سوپر جام فوتبال ترکیه (به انگلیسی: Turkish Super Cup) رقابتی است که سالانه مابین قهرمان سوپر لیگ فوتبال ترکیه و قهرمان جام حذفی فوتبال ترکیه برگزار می‌شود.
این مسابقه از سال ۱۹۶۶ میلادی تاکنون برگزار می‌شود.

## روش برگزاری
این دیدار به صورت تک بازی می‌باشد و قبل از شروع سوپر لیگ فوتبال ترکیه برگزار می‌شود.
تیم‌های حاضر:
1. قهرمان سوپر لیگ ترکیه
2. قهرمان جام حذفی ترکیه

در صورتی که قهرمان سوپر لیگ و جام حذفی یک تیم باشد، قهرمان سوپر لیگ (نماینده سوپر لیگ) به مصاف نایب‌قهرمان جام حذفی (نماینده جام حذفی) می‌رود.

## موفق‌ترین تیم‌ها[۱]
| تیم          | تعداد قهرمانی | تعداد نایب قهرمانی | سال های قهرمانی                                                                                | سال های نایب قهرمانی                                                   |
| ------------ | ------------- | ------------------ | ---------------------------------------------------------------------------------------------- | ---------------------------------------------------------------------- |
| گالاتاسارای  | 16            | 9                  | 1966, 1969, 1972, 1982, 1987, 1988, 1991, 1993, 1996, 1997, 2008, 2012, 2013, 2015, 2016, 2019 | 1971, 1973, 1976, 1985, 1994, 1998, 2006, 2014, 2018                   |
| فنرباغچه     | 9             | 9                  | 1968, 1973, 1975, 1984, 1985, 1990, 2007, 2009, 2014                                           | 1970, 1974, 1978, 1979, 1983, 1989, 1996, 2012, 2013                   |
| ترابزون‌اسپور | 9             | 3                  | 1976, 1977, 1978, 1979, 1980, 1983, 1995, 2010, 2020                                           | 1981, 1984, 1992                                                       |
| بشیکتاش      | 8             | 12                 | 1967, 1974, 1986, 1989, 1992, 1994, 1998, 2006                                                 | 1966, 1975, 1977, 1982, 1990, 1991, 1993, 1995, 2007, 2009, 2016, 2017 |
| گوزتپه       | 1             | 1                  | 1970                                                                                           | 1969                                                                   |
| آنکاراگوچو   | 1             | 1                  | 1981                                                                                           | 1972                                                                   |
| آخیسار اسپور | 1             | 1                  | 2018                                                                                           | 2019                                                                   |
| اسکی‌شهراسپور | 1             | 0                  | 1971                                                                                           |                                                                        |
| قونیه‌اسپور   | 1             | 0                  | 2017                                                                                           |                                                                        |